# Кирил Велев (Пареши)
Кирил Велев (Вельов) Кузманов е български общественик от Македония.

## Биография
Кирил Велев е роден около 1888 година в дебърското село Пареши, тогава в Османската империя. През Балканските войни е доброволец в Македоно-одринското опълчение. Служи в Първа рота на Първа дебърска дружина. Участва в Първата световна война като младши подофицер в Единадесета пехотна македонска дивизия. Награден е с орден „За храброст“, III степен.
Емигрира в свободна България и се установява в София. Влиза в управителното тяло на Дебърското благотворително братство през 1936 година.